# Llista de topònims de Garriguella
Llista de topònims (noms propis de lloc) del municipi de Garriguella, a l'Alt Empordà
Informació actualitzada per un bot. Els canvis manuals es perdran quan s'actualitzi!

## búnquer
| imatge | Nom                    | Ubicat a    | instància de | Detalls                                  | coordenades                                                                                               | Protecció                                  | Commons (més fotos)    | Dades a WD                    |
| ------ | ---------------------- | ----------- | ------------ | ---------------------------------------- | --- | ------------------------------------------ | ---------------------- | ----------------------------- |
|        | búnquer de Mala Veïna  | Garriguella | búnquer      | Estil: arquitectura popular 20th century | 42° 19′ 51″ N, 3° 02′ 12″ E / 42.330948°N,3.036805°E ca:Ctra. C-252, km 49, puig de Mala Veïna 100 msnm   | bé integrant del patrimoni cultural català | Búnquer de Mala Veïna  | Modifica les dades a Wikidata |
|        | búnquers de les Torres | Garriguella | búnquer      | Estil: arquitectura popular 20th century | 42° 20′ 18″ N, 3° 02′ 05″ E / 42.338246°N,3.034664°E ca:Ctra. C-252, km 50, paratge de les Torres 86 msnm | bé integrant del patrimoni cultural català | Búnquers de les Torres | Modifica les dades a Wikidata |

## casa
| imatge | Nom                                       | Ubicat a          | instància de | Detalls                                                         | coordenades                                                                                                  | Protecció                                  | Commons (més fotos)                            | Dades a WD                    |
| ------ | ----------------------------------------- | ----------------- | ------------ | --------------------------------------------------------------- | --- | ------------------------------------------ | ---------------------------------------------- | ----------------------------- |
|        | Antiga casa del poble                     | Garriguella       | casa         | Estil: arquitectura popular                                     | 42° 20′ 33″ N, 3° 03′ 55″ E / 42.3426°N,3.06538°E 57 msnm                                                    | bé integrant del patrimoni cultural català | Antiga casa del poble (Garriguella)            | Modifica les dades a Wikidata |
|        | Ca l'Hurtós                               | Garriguella       | casa         | Estil: arquitectura popular                                     | 42° 20′ 34″ N, 3° 03′ 19″ E / 42.3429°N,3.05524°E 42 msnm                                                    | bé integrant del patrimoni cultural català | Ca l'Hurtós                                    | Modifica les dades a Wikidata |
|        | Cafè Colom                                | Garriguella       | casa         | Estil: arquitectura popular                                     | 42° 20′ 38″ N, 3° 03′ 54″ E / 42.344°N,3.06488°E 59 msnm                                                     | bé integrant del patrimoni cultural català | Cafè Colom                                     | Modifica les dades a Wikidata |
|        | Can Cremat                                | Garriguella       | casa         | Estil: arquitectura popular                                     | 42° 20′ 36″ N, 3° 03′ 22″ E / 42.343288°N,3.056182°E                                                         | bé integrant del patrimoni cultural català | Can Cremat                                     | Modifica les dades a Wikidata |
|        | Can Plaià                                 | Garriguella       | casa         | Estil: arquitectura eclèctica                                   | 42° 20′ 36″ N, 3° 03′ 54″ E / 42.3432°N,3.065°E 57 msnm                                                      | bé integrant del patrimoni cultural català | Can Plaià                                      | Modifica les dades a Wikidata |
|        | Can Roig                                  | Garriguella       | casa         | Estil: arquitectura popular                                     | 42° 20′ 39″ N, 3° 03′ 51″ E / 42.3442°N,3.06411°E 56 msnm                                                    | bé integrant del patrimoni cultural català | Can Roig (Garriguella)                         | Modifica les dades a Wikidata |
|        | Can Sastret                               | Garriguella       | casa         | Estil: arquitectura popular                                     | 42° 20′ 33″ N, 3° 03′ 52″ E / 42.3425°N,3.06455°E 54 msnm                                                    | bé integrant del patrimoni cultural català | Can Sastret (Garriguella)                      | Modifica les dades a Wikidata |
|        | Can Soler                                 | Garriguella       | casa         | Estil: arquitectura popular                                     | 42° 20′ 37″ N, 3° 03′ 24″ E / 42.3435°N,3.05655°E ca:Plaça de Baix, 3 (Baix a Garriguella) 47 msnm           | bé integrant del patrimoni cultural català | Can Soler (Garriguella)                        | Modifica les dades a Wikidata |
|        | Can Teio                                  | Garriguella       | casa         | Estil: arquitectura popular 18th century                        | 42° 20′ 38″ N, 3° 03′ 26″ E / 42.3439°N,3.05721°E ca:Carrer de Sant Sebastià, 4 (Baix a Garriguella) 44 msnm | bé integrant del patrimoni cultural català | Can Teio                                       | Modifica les dades a Wikidata |
|        | Can Terol                                 | Garriguella       | casa         | Estil: arquitectura eclèctica                                   | 42° 20′ 31″ N, 3° 03′ 52″ E / 42.342°N,3.06458°E ca:Plaça de l'Església, 8 52 msnm                           | bé integrant del patrimoni cultural català | Can Terol (Garriguella)                        | Modifica les dades a Wikidata |
|        | Can Torres                                | Garriguella       | casa         | Estil: arquitectura gòtica arquitectura popular                 | 42° 20′ 35″ N, 3° 03′ 21″ E / 42.3431°N,3.05588°E ca:Carrer Principal, 9 (Baix a Garriguella) 45 msnm        | bé integrant del patrimoni cultural català | Can Torres (Garriguella)                       | Modifica les dades a Wikidata |
|        | can Panseta                               | Garriguella Vella | casa         | Estil: arquitectura popular 17th century                        | 42° 20′ 35″ N, 3° 03′ 20″ E / 42.34311°N,3.055477°E ca:C. Principal, 14 43 msnm                              | bé integrant del patrimoni cultural català | Can Panseta                                    | Modifica les dades a Wikidata |
|        | can Roqueta                               | Garriguella Vella | casa         | Estil: arquitectura eclèctica arquitectura popular 19th century | 42° 20′ 34″ N, 3° 03′ 21″ E / 42.342826°N,3.055696°E ca:C. Figueres, 3 - c. de la Torre                      | bé integrant del patrimoni cultural català | Can Roqueta (Garriguella)                      | Modifica les dades a Wikidata |
|        | casa a la plaça de l'Església, 1          | Garriguella       | casa         | Estil: arquitectura popular                                     | 42° 20′ 32″ N, 3° 03′ 50″ E / 42.3421°N,3.06399°E 51 msnm                                                    | bé integrant del patrimoni cultural català | Casa a la plaça de l'Església, 1 (Garriguella) | Modifica les dades a Wikidata |
|        | casa al carrer Principal, 4               | Garriguella       | casa         | Estil: arquitectura popular                                     | 42° 20′ 36″ N, 3° 03′ 23″ E / 42.343373°N,3.056334°E                                                         | bé integrant del patrimoni cultural català | Casa al carrer Principal, 4                    | Modifica les dades a Wikidata |
|        | casa al carrer Principal, 5               | Garriguella       | casa         | Estil: arquitectura popular                                     | 42° 20′ 36″ N, 3° 03′ 23″ E / 42.34331°N,3.056474°E                                                          | bé integrant del patrimoni cultural català | Casa al carrer Principal, 5                    | Modifica les dades a Wikidata |
|        | casa al carrer Principal, 7               | Garriguella       | casa         | Estil: arquitectura popular                                     | 42° 20′ 36″ N, 3° 03′ 23″ E / 42.343225°N,3.056292°E                                                         | bé integrant del patrimoni cultural català | Casa al carrer Principal, 7                    | Modifica les dades a Wikidata |
|        | casa al carrer Sant Ferran, 9             | Garriguella       | casa         | Estil: arquitectura popular                                     | 42° 20′ 41″ N, 3° 03′ 54″ E / 42.3447°N,3.0651°E 61 msnm                                                     | bé integrant del patrimoni cultural català | Casa al carrer Sant Ferran, 9                  | Modifica les dades a Wikidata |
|        | cases del carrer Principal de Garriguella | Garriguella       | casa         | Estil: arquitectura popular                                     | 42° 20′ 36″ N, 3° 03′ 23″ E / 42.3433°N,3.05647°E                                                            |                                            | Houses in carrer Principal de Garriguella      | Modifica les dades a Wikidata |

## edifici
| imatge | Nom                       | Ubicat a    | instància de | Detalls                                  | coordenades                                                                     | Protecció                                  | Commons (més fotos)      | Dades a WD                    |
| ------ | ------------------------- | ----------- | ------------ | ---------------------------------------- | ------------------------------------------------------------------------------- | ------------------------------------------ | ------------------------ | ----------------------------- |
|        | SAT Mare de Déu del Camp  | Garriguella | edifici      | Estil: arquitectura popular 19th century | 42° 20′ 41″ N, 3° 03′ 52″ E / 42.344644°N,3.064493°E ca:Pl. de Noves, 4 58 msnm | bé integrant del patrimoni cultural català | SAT Mare de Déu del Camp | Modifica les dades a Wikidata |
|        | edifici al carrer Gran, 7 | Garriguella | edifici      |                                          | 42° 20′ 35″ N, 3° 03′ 54″ E / 42.34309°N,3.06511°E                              | bé cultural d'interès local                |                          | Modifica les dades a Wikidata |

## església
| imatge | Nom                          | Ubicat a    | instància de                  | Detalls                                  | coordenades                                                                                         | Protecció                                  | Commons (més fotos)                | Dades a WD                    |
| ------ | ---------------------------- | ----------- | ----------------------------- | ---------------------------------------- | --------------------------------------------------------------------------------------------------- | ------------------------------------------ | ---------------------------------- | ----------------------------- |
|        | Mare de Déu del Camp         | Garriguella | església jaciment arqueològic | Estil: arquitectura popular 16th century | 42° 21′ 07″ N, 3° 03′ 58″ E / 42.351807°N,3.066191°E ca:Ctra. de Garriguella a Vilamaniscle 81 msnm | bé cultural d'interès local                | Mare de Déu del Camp (Garriguella) | Modifica les dades a Wikidata |
|        | Sant Sebastià de Garriguella | Garriguella | església                      | Estil: arquitectura popular              | 42° 20′ 38″ N, 3° 03′ 25″ E / 42.3439°N,3.05708°E 44 msnm                                           | bé integrant del patrimoni cultural català | Sant Sebastià de Garriguella       | Modifica les dades a Wikidata |
|        | Santa Eulàlia de Noves       | Garriguella | església                      | Estil: arquitectura romànica             | 42° 20′ 32″ N, 3° 03′ 53″ E / 42.3423°N,3.06486°E                                                   | bé integrant del patrimoni cultural català | Santa Eulàlia de Noves             | Modifica les dades a Wikidata |

## masia
| imatge | Nom                 | Ubicat a    | instància de | Detalls                     | coordenades                                                                     | Protecció                                  | Commons (més fotos) | Dades a WD                    |
| ------ | ------------------- | ----------- | ------------ | --------------------------- | ------------------------------------------------------------------------------- | ------------------------------------------ | ------------------- | ----------------------------- |
|        | Ca n'Hipòlit        | Garriguella | masia        |                             | 42° 21′ 18″ N, 3° 03′ 20″ E / 42.3549622536516°N,3.05564880651658°E             |                                            |                     | Modifica les dades a Wikidata |
|        | Can Comelles        | Garriguella | masia        |                             | 42° 20′ 17″ N, 3° 02′ 55″ E / 42.337926964594°N,3.0486378284815°E               |                                            |                     | Modifica les dades a Wikidata |
|        | Can Trobat          | Garriguella | masia        | Estil: arquitectura popular | 42° 20′ 25″ N, 3° 03′ 54″ E / 42.3402°N,3.06504°E ca:Carrer Castelló, 5 42 msnm | bé integrant del patrimoni cultural català | Can Trobat          | Modifica les dades a Wikidata |
|        | Mas Agustí          | Garriguella | masia        |                             | 42° 19′ 20″ N, 3° 03′ 27″ E / 42.3222781347974°N,3.05739187406047°E 26 msnm     |                                            |                     | Modifica les dades a Wikidata |
|        | Mas David           | Garriguella | masia        |                             | 42° 19′ 50″ N, 3° 03′ 00″ E / 42.3306842858943°N,3.05011685343556°E             |                                            |                     | Modifica les dades a Wikidata |
|        | Mas Ferrer          | Garriguella | masia        |                             | 42° 19′ 58″ N, 3° 03′ 41″ E / 42.3327321575981°N,3.06147980037293°E             |                                            |                     | Modifica les dades a Wikidata |
|        | Mas Socarrat        | Garriguella | masia        |                             | 42° 20′ 15″ N, 3° 02′ 34″ E / 42.3374959328918°N,3.0426931449257°E 42 msnm      |                                            |                     | Modifica les dades a Wikidata |
|        | Mas de l'Estepa     | Garriguella | masia        |                             | 42° 20′ 44″ N, 3° 04′ 15″ E / 42.3454884319343°N,3.07086478423581°E             |                                            |                     | Modifica les dades a Wikidata |
|        | Mas de l'Horta      | Garriguella | masia        |                             | 42° 19′ 44″ N, 3° 03′ 43″ E / 42.3287602468769°N,3.06185219186795°E             |                                            |                     | Modifica les dades a Wikidata |
|        | Mas de n'Hortús     | Garriguella | masia        |                             | 42° 20′ 36″ N, 3° 02′ 07″ E / 42.343343417771°N,3.03532799656661°E              |                                            |                     | Modifica les dades a Wikidata |
|        | Xalet dels Alemanys | Garriguella | masia        |                             | 42° 19′ 56″ N, 3° 02′ 15″ E / 42.3322921619918°N,3.03761590830587°E             |                                            |                     | Modifica les dades a Wikidata |
|        | l'Escorial          | Garriguella | masia        |                             | 42° 20′ 18″ N, 3° 04′ 31″ E / 42.3381996873128°N,3.07523885637829°E             |                                            |                     | Modifica les dades a Wikidata |

## muntanya
| imatge | Nom                    | Ubicat a           | instància de | Detalls | coordenades                                                | Protecció | Commons (més fotos) | Dades a WD                    |
| ------ | ---------------------- | ------------------ | ------------ | ------- | ---------------------------------------------------------- | --------- | ------------------- | ----------------------------- |
|        | Puig de Sant Silvestre | Garriguella Llançà | muntanya     |         | 42° 22′ 02″ N, 3° 05′ 28″ E / 42.3671°N,3.09123°E 307 msnm |           |                     | Modifica les dades a Wikidata |
|        | Puig de la Mala Veïna  | Garriguella        | muntanya     |         | 42° 19′ 52″ N, 3° 02′ 12″ E / 42.3312°N,3.03663°E 104 msnm |           |                     | Modifica les dades a Wikidata |

## pont
| imatge | Nom           | Ubicat a    | instància de | Detalls | coordenades                                                         | Protecció | Commons (més fotos) | Dades a WD                    |
| ------ | ------------- | ----------- | ------------ | ------- | ------------------------------------------------------------------- | --------- | ------------------- | ----------------------------- |
|        | Pont del Lleó | Garriguella | pont         |         | 42° 20′ 35″ N, 3° 04′ 10″ E / 42.3429404958063°N,3.06956292931549°E |           |                     | Modifica les dades a Wikidata |
|        | el Passallís  | Garriguella | pont         |         | 42° 20′ 24″ N, 3° 02′ 40″ E / 42.3401160388008°N,3.0444794361753°E  |           |                     | Modifica les dades a Wikidata |
|        | la Creueta    | Garriguella | pont         |         | 42° 20′ 34″ N, 3° 03′ 13″ E / 42.3426788630623°N,3.05364700053358°E |           |                     | Modifica les dades a Wikidata |

## Misc
| imatge | Nom                              | Ubicat a                                                                                                  | instància de                                                                   | Detalls                        | coordenades                                                                           | Protecció                                            | Commons (més fotos)               | Dades a WD                    |
| ------ | -------------------------------- | --- | ------------------------------------------------------------------------------ | ------------------------------ | ------------------------------------------------------------------------------------- | ---------------------------------------------------- | --------------------------------- | ----------------------------- |
|        | Garriguella                      | Garriguella                                                                                               | entitat singular de població ens local històric de Catalunya capital municipal | 967 hab                        | 42° 20′ 38″ N, 3° 03′ 54″ E / 42.34392°N,3.06506°E 58 msnm                            |                                                      | Garriguella                       | Modifica les dades a Wikidata |
|        | Garriguella Vella                | Garriguella                                                                                               | nucli de població                                                              |                                | 42° 20′ 39″ N, 3° 02′ 42″ E / 42.344232681262°N,3.0450006102185°E                     |                                                      |                                   | Modifica les dades a Wikidata |
|        | Mala Veïna                       | Garriguella                                                                                               | vèrtex geodèsic                                                                | Alt: 1.2m                      | 42° 19′ 52″ N, 3° 02′ 12″ E / 42.331248°N,3.036736°E 104.343 msnm                     |                                                      |                                   | Modifica les dades a Wikidata |
|        | Massís de l'Albera               | Vilamaniscle Cantallops Colera Espolla Garriguella la Jonquera Llançà Portbou Rabós Sant Climent Sescebes | Pla d'Espais d'Interès Natural àrea protegida                                  | 1992 Superfície: 16378.90093ha |                                                                                       |                                                      |                                   | Modifica les dades a Wikidata |
|        | Molí de vent                     | Garriguella                                                                                               | molí de vent                                                                   | Estil: arquitectura popular    | 42° 20′ 43″ N, 3° 03′ 30″ E / 42.3453°N,3.05834°E ca:Carrer Molí de Vent, 1 50 msnm   | bé integrant del patrimoni cultural català           | Molí de vent (Garriguella)        | Modifica les dades a Wikidata |
|        | Torre de Mala Veïna              | Garriguella                                                                                               | torre de defensa                                                               | Estil: arquitectura popular    | 42° 19′ 52″ N, 3° 02′ 12″ E / 42.331°N,3.03679°E ca:Puig de Mala Veïna (C-252, km 49) | bé d'interès cultural bé cultural d'interès nacional | Torre de Mala Veïna (Garriguella) | Modifica les dades a Wikidata |
|        | barraca de la Font d'en Petit    | Garriguella                                                                                               | cabana                                                                         |                                | 42° 21′ 43″ N, 3° 04′ 54″ E / 42.3619445018496°N,3.08154551624231°E                   |                                                      |                                   | Modifica les dades a Wikidata |
|        | casa consistorial de Garriguella | Garriguella                                                                                               | casa consistorial                                                              |                                | 42° 20′ 41″ N, 3° 03′ 53″ E / 42.34466°N,3.0646096°E                                  |                                                      |                                   | Modifica les dades a Wikidata |
|        | serra de la Baga d'en Ferran     | Garriguella Llançà Vilamaniscle                                                                           | serra                                                                          |                                | 42° 22′ 43″ N, 3° 04′ 54″ E / 42.3785°N,3.08173°E 335 msnm                            |                                                      |                                   | Modifica les dades a Wikidata |